# Pseudotanais kurchatovi
Pseudotanais kurchatovi är en kräftdjursart som beskrevs av Kudinova-pasternak, Past. 1978. Pseudotanais kurchatovi ingår i släktet Pseudotanais och familjen Pseudotanaidae. Inga underarter finns listade i Catalogue of Life.